# Isla San Telmo
La Isla San Telmo está localizado en el sureste del Archipiélago de las Perlas en Panamá. Es la primera isla que se avista cuándo se va navegando a Balboa. La Reserva Natural Isla San Telmo fue establecida en 1996 como una medida de protección para la isla; en las playas se observan tortugas marinas , en el bosque se encuentran aves y animales endémicos, y las aguas de la isla son zona de cría de ballenas.

## Geografía

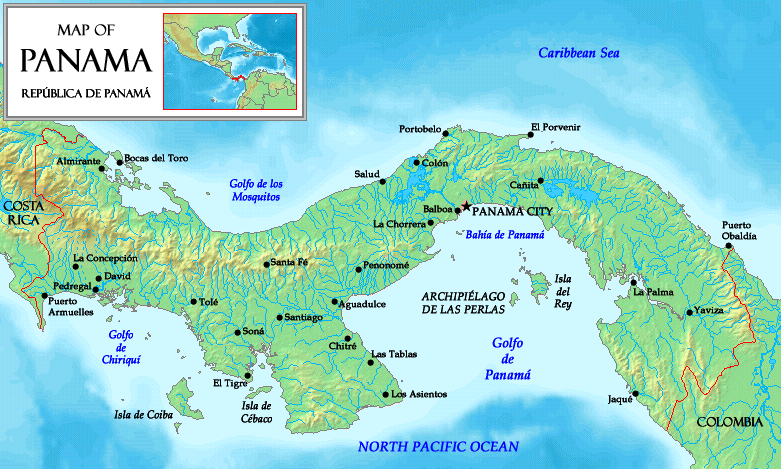
Archipiélago de las Perlas

Isla San Telmo es una isla pequeña  que mide 1.73 kilómetros cuadrados (0.67  mi). La isla está localizada Bahía de Panamá formando un triángulo, de frente al océano Pacífico al oeste. Es la más pequeña de las muchas islas volcánicas en el Archipiélago de las Perlas al sureste de la isla principal,  está densamente cubierta de bosques y alguna vez fue un valle costero. La bahía está llena de fauna marina como moluscos y peces. Río Cacique está aproximadamente a 3 millas náuticas (5.6 km; 3.5 mi) al noroeste. Hay un arrecife que mide 1.25 millas náuticas (2.32 km; 1.44 mi) entre la Isla San Telmo y la Isla del Rey. Isla Galera se encuentra aproximadamente 5.5 millas náuticas (10.2 km; 6.3 mi) al sureste.

## Historia
Isla San Telmo lleva su nombre por San Telmo, también llamado San Erasmo, quién fue un mártir del siglo IV,  es el patrón de los marineros. Las cartas marinas españolas muestran esta isla en sus mapas. Los indígenas vivían en el bosque cercana a las costas hasta la llegada de los españoles. Los mariscos que se encuentran en profusión en estas islas, fueron llamados "Perlas" por los europeos. Después de la sobreexplotación, los colonos originales abandonaron la isla, y sólo los negros descendientes de esclavos habitan las islas en la actualidad, dedicados a la agricultura y la pesca de subsistencia.

## Submarino naufragado

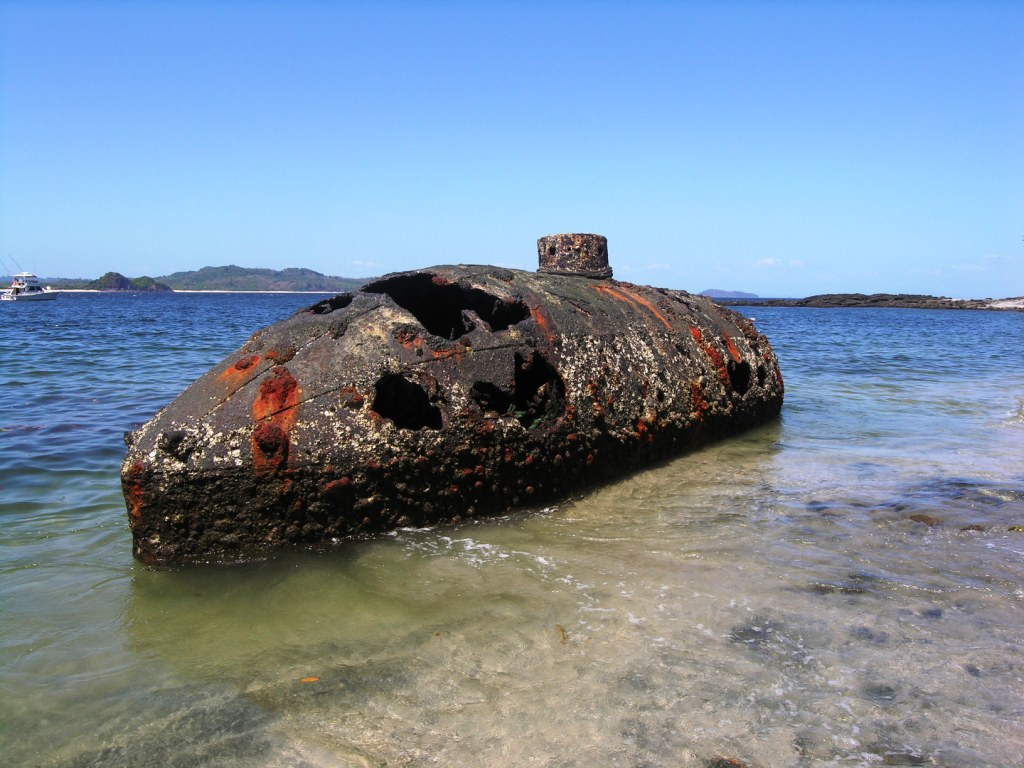
Casco del naufragio del Sub Marine Explorer en el Canal de Panamá

El naufragio de un submarino se puede ver en la playa durante la marea baja. Los japoneses habían examinado este submarino y declarado que no les pertenecía. Sin embargo, un estudio subacuático posterior realizado por buzos alemanes informó que pertenecía a los japoneses, habiendo naufragado cuando los japoneses intentaron destruir el Canal de Panamá, de importancia estratégica, en 1942. Se conjeturó que el submarino fue abandonado por su tripulación debido a problemas técnicos y la tripulación se había refugiado en la isla.
Posteriormente, Jim Delgado del Museo Marítimo de Vancouver investigó el naufragio. Un pescador local le contó a Delgado sobre el naufragio que había observado durante la marea baja, un cuerpo de metal oxidado y cubierto de maleza frente a la costa de la isla San Telmo. Delgado vio este naufragio en la costa de San Telmo, pero no creyó la conjetura del pescador de que el naufragio era de un submarino japonés que operó en el Canal de Panamá durante la Segunda Guerra Mundial. Exploró los restos del naufragio, registró sus dimensiones, pero no pudo relacionarlo con ningún barco conocido, ya que se parecía más a un barco de fantasía científica. Después de cinco años, fue identificado como el "Sub Marine Explorer", una embarcación submarina diseñada por Julius H. Kroeh, un ingeniero alemán que también murió a causa de este buque, y que fue uno de los primeros submarinos del mundo. Ahora se establece que fue una nave pionera, de las cuales también se afirma que se han conservado algunos ejemplos más, los cuales realizaron exploraciones submarinas durante el siglo XIX. Richard Wills, un especialista en submarinos de la guerra civil estadounidense, confirmó que los detalles sobre el Sub Marine Explorer se publicaron en un artículo científico en 1902. Las investigaciones revelaron que hubo varios problemas técnicos en la embarcación que resultaron en varias tragedias y calificó al submarino como un "ataúd de hierro" en el lecho del Océano Pacífico. Como la historia del submarino circuló ampliamente, Delgado se dispuso a explorar más el submarino en 2002 y 2004.